# Płaskowyż Jędrzejowski
Płaskowyż Jędrzejowski (342.21) – wyżyna położona w południowo-zachodniej części województwa świętokrzyskiego. Wchodzi w skład Niecki Nidziańskiej. Od zachodu ograniczony jest doliną Pilicy, od północy Białą Nidą, a od południa Mierzawą. Jego wschodnie granice wyznacza Nida.
Jest zbudowany z margli kredowych. Występują tu także piaski i gliny z okresu czwartorzędu. W jego środkowej, północno-wschodniej i zachodniej części występują łagodne wzniesienia, przeważnie o układzie równoleżnikowym, dochodzące do wysokości 260–326 m n.p.m. Na obszarze tym wykształciły się urodzajne gleby (rędziny).
W przeważającej części jest to teren rolniczy. W centralnej części płaskowyżu ulokowane jest miasto Jędrzejów.